# Кридия
Крѝдия (на гръцки: Κρίδεια; на турски: Kilitkaya) е село в Кипър, окръг Фамагуста. Според статистическата служба на Северен Кипър през 2011 г. селото има 172 жители.
Де факто е под контрола на непризнатата Севернокипърска турска република.